# Emiliano Bosso
Pour les articles homonymes, voir Bosso.
Emiliano Bosso né le 3 décembre 1995, est un joueur argentin de hockey sur gazon. Il évolue au poste de gardien de but à GEBA et avec l'équipe nationale argentine.

## Carrière
- U21 de 2015 à 2016
- Débuts en équipe première en mai 2018 contre la Malaisie à Buenos Aires dans le cadre des 6 matchs amicaux.

## Palmarès
- : 1er à la Coupe d'Amérique des moins de 21 ans en 2016.